# Charmes-la-Côte
Charmes-la-Côte ist eine französische Gemeinde mit 321 Einwohnern (Stand: 1. Januar 2022) im Département Meurthe-et-Moselle in Lothringen in der Region Grand Est. Sie gehört zum Arrondissement Toul sowie zum Kanton Toul. Die Einwohner werden Carpiniens genannt.

## Geographie
Charmes-la-Côte liegt etwa 35 Kilometer westsüdwestlich von Nancy und etwa neun Kilometer südwestlich von Toul. Nachbargemeinden von Charmes-la-Côte sind Domgermain im Norden, Toul im Nordosten, Mont-le-Vignoble im Osten und Südosten, Blénod-lès-Toul im Süden sowie Rigny-Saint-Martin im Westen.

## Bevölkerungsentwicklung
| Jahr                       | 1962 | 1968 | 1975 | 1982 | 1990 | 1999 | 2006 | 2019 |
| Einwohner                  | 277  | 231  | 241  | 253  | 281  | 312  | 309  | 328  |
| Quellen: Cassini und INSEE |      |      |      |      |      |      |      |      |

## Sehenswürdigkeiten
- Kirche La Nativité-de-la-Vierge aus dem 15. Jahrhundert

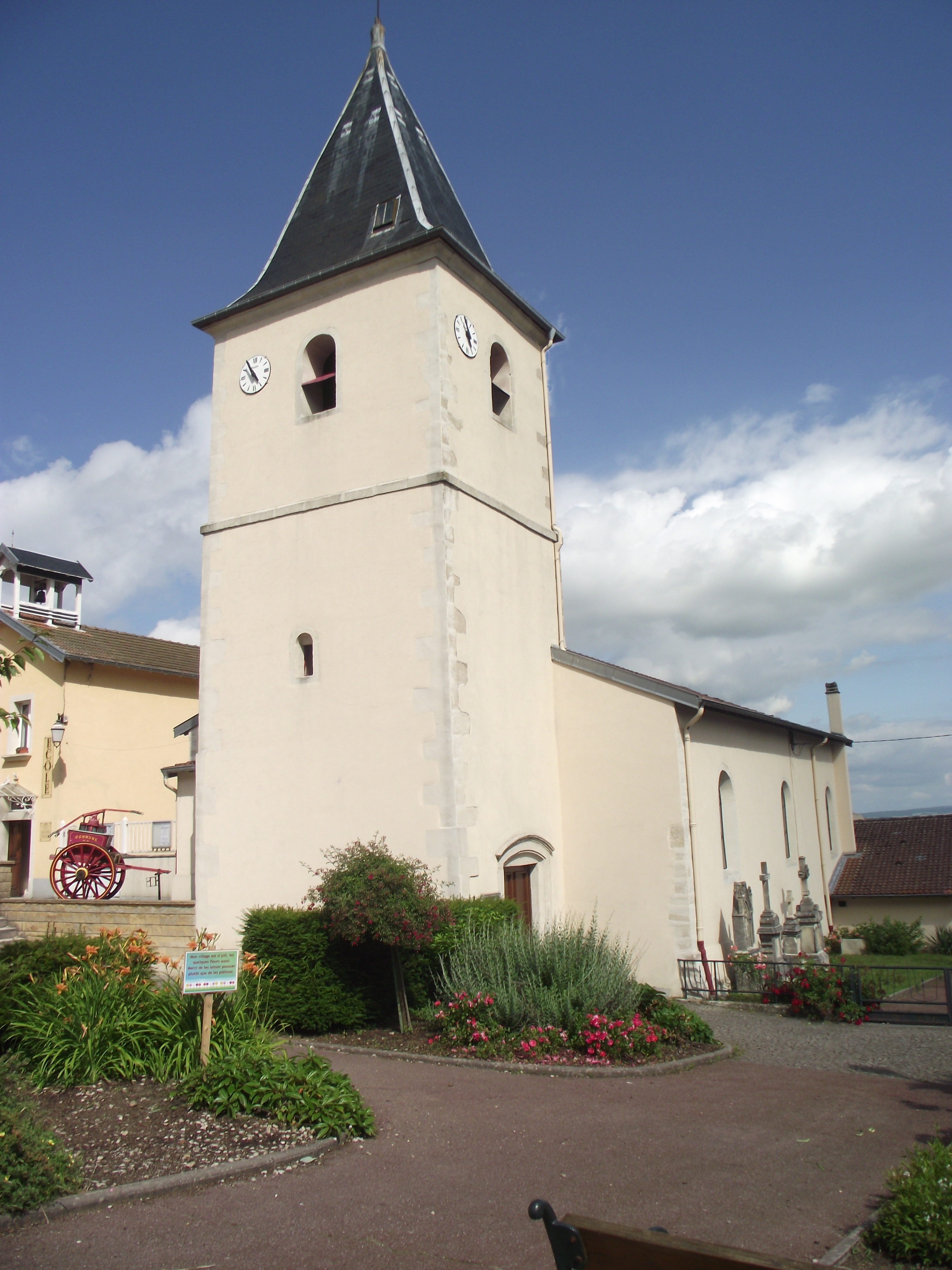
Kirche La Nativité-de-la-Vierge